# Пириха
Пириха (на старогръцки: πυρρίχιος или πυρρίχη) е ансамблов танц с много актьори, като темите са митологични. Изпълнявал се е и от жени с много изящност и бърза смяна на картините без литературен текст. Описан е от Ксенофонт. Този танц се е изпълнявал под една или друга форма в цяла Гърция, но единствено понтийците са запазили основните теми и го поддържат до днес.